# 貝塚健
貝塚 健（かいづか つよし、1959年 - ）は日本近代美術史家。千葉県立美術館長、元アーティゾン美術館の特命事項担当学芸員。

## 概要
昭和34年9月12日東京都生まれ。
昭和59年3月　東京大学文学部美術史学専修課程卒業
昭和59年4月　株式会社西武百貨店池袋店美術部（～昭和63年3月）。昭和63年4月　株式会社毎日新聞社東京本社事業部（～平成元年9月）。
平成元年10月　石橋財団ブリヂストン美術館学芸員。平成14年4月　同　学芸課長。平成26年1月　同　学芸部長。平成30年4月　同　教育普及部長（令和元年7月、ブリヂストン美術館はアーティゾン美術館に改称）。令和4年1月　石橋財団アーティゾン美術館特命事項担当学芸員（～現在）。
2023年4月1日、千葉県立美術館の館長に就任。